# Хабиров, Гамир Ахметгалеевич
Хаби́ров Гами́р Ахметгале́евич (род. 21 июля 1949, Каракашлы, Шаранский район,Башкирская АССР) — агроном-экономист, доктор экономических наук (2003), профессор (2005), заслуженный деятель науки Республики Башкортостан (2006), почетный работник высшего профессионального образования Российской Федерации (2014).

## Биография
Хабиров Гамир Ахметгалеевич родился 21 июля 1949 года в д. Каракашлы Шаранского района Башкирской АССР. В 1967-1972 гг. учился на экономическом факультете Башкирского сельскохозяйственного института (ныне Башкирский государственный аграрный университет). С 1972-1976 гг. работал главным экономистом в колхозе «Правда» Шаранского района. в 1979 году окончил целевую аспирантуру при Воронежском СХИ, работал ассистентом, старшим преподавателем, доцентом, профессором, заведующим кафедрами в Башкирском государственном аграрном университете. В 1982 году защитил кандидатскую диссертацию, в 2003 году докторскую диссертацию. В 2005 году ему присвоено ученое звание профессора кафедры экономики аграрного производства. Научная деятельность посвящена теме «Развитие форм хозяйствования сельскохозяйственных товаропроизводителей», изучению проблем экономики и антикризисного управления. Под руководством Хабирова Г. А. в хозяйствах «Марс», «Правда», «Победа» впервые в республике внедрены коллективный подряд и хозрасчёт. Автор более 300 научных трудов и изобретений.

## Избранные труды
- Аграрные отношения : вопросы теории и практики / Г. А. Хабиров. - М. : Ред. журн. «Экономика сельскохозяйственных и перерабатывающих предприятий», 2001. - 213 с.
- Совершенствование внутрихозяйственных экономических отношений и их информационного обеспечения в сельскохозяйственных предприятиях / Г. А. Хабиров. - М. : Ред. журн. "Экономика сел. хоз-ва и перераб. предприятий", 2001. - 194 с.
- Личные подсобные хозяйства сельского населения Республики Башкортостан / Г. А. Хабиров, Л. Р. Давлетбаева. - Уфа : БГАУ, 2002. - 70 с.
- Экономическое развитие форм хозяйствования сельских товаропроизводителей (на материалах Республики Башкортостан) : дис. ... д-ра эконом. наук : 08.00.05 / Г. А. Хабиров. - Уфа, 2003. - 323 с.
- Специализация и размеры производства в крестьянских (фермерских) хозяйствах / Г. А. Хабиров , Н. З. Валиахметова , А. А. Никитина. - Уфа : Изд-во БГАУ, 2004. - 62 с.
- Управление на основе бюджетирования : учеб.-метод. пособие / Г. А. Хабиров, О. В. Коновалова ; Башкирский ГАУ. - Уфа : БГАУ, 2004. - 53 с.
- Развитие форм хозяйствования в аграрном секторе экономики / Р. С. Гайсин, Г. А. Хабиров ; Башкирский ГАУ. - Уфа : Изд-во БГАУ, 2005. - 239 с.
- Организация оптового овощного рынка : учебно-методическое пособие / Г. А. Хабиров , О. А. Александрова ; М-во сельского хозяйства РФ, Башкирский ГАУ. - Уфа : БГАУ, 2005. - 147 с.
- Специализация и размеры производства в крестьянских (фермерских) хозяйствах / Г. А. Хабиров, Н. З. Валиахметова, А. А. Никитина. - 2-е изд., испр. - Уфа : Изд-во БГАУ, 2005. - 62 с.
- Рекомендации по оценке эколого-экономической эффективности пчеловодства / МСХ РБ, Башкирский ГАУ ; [сост. В. В. Жилин , Г. А. Хабиров ]. - Уфа : Гилем, 2006. - 32 с.
- Диагностика финансового состояния сельскохозяйственных товаропроизводителей : рекомендации / МСХ РФ, МСХ РБ, Башкирский ГАУ ; [разраб.: Г. А. Хабиров , А. Л. Лукманов, Л. М. Кликич]. - Уфа : БГАУ, 2007. - 35 с.
- Кооперация в аграрной сфере: теория и практика / Г. А. Хабиров ; МСХ РФ, Башкирский ГАУ. - Уфа : БГАУ, 2007. - 170 с.
- Методика оценки эффективности производства экологической сельскохозяйственной продукции : рекомендации / Башкирский ГАУ ; [разраб.: Г. А. Хабиров ,Т. Е. Брагина; рец. Т. А. Галиев, В. А. Ковшов]. - Уфа : БашГАУ, 2008. - 31 с.
- Организационно-экономические основы развития форм хозяйствования в сфере сельского хозяйства / Г. А. Хабиров , А. Г. Хабиров ; Башкирский ГАУ. - Уфа : БГАУ, 2008. - 79 с.
- Основные направления развития экономики личных подсобных хозяйств населения / Г. А. Хабиров , Л. Р. Давлетбаева ; МСХ РФ, МСХ РБ, Башкирский ГАУ. - Уфа : БашГАУ, 2008. - 119 с.
- Эффективность производства экологической сельскохозяйственной продукции : [монография] / Г. А. Хабиров, Т. Е. Брагина ; [рец.: Т. А. Галиев, В. А. Ковшов] ; Башкирский ГАУ. - Уфа : Башкирский ГАУ, 2008. - 143 с.
- Эффективность сельскохозяйственной потребительской кооперации : (научно-практические рекомендации) / [Г. А. Хабиров, Р. Ф. Юсупова, Л. Р. Давлетбаева, Р. Р. Суяргулов] ; МСХ РФ, МСХ РБ, Башкирский государственный аграрный университет. - Уфа : БГАУ, 2008. - 72 с.
- Антикризисное управление в сельскохозяйственных организациях / Г. А. Хабиров, Н. З. Валиахметова. - Уфа : Мир печати, 2009. - 196 с.
- Повышение экономической эффективности производства в садоводстве (научно-практические рекомендации) / Г. А. Хабиров, Г. З. Ситдикова ; МСХ РФ, МСХ РБ, Башкирский ГАУ. - Уфа : БашГАУ, 2009. - 22 с.
- О повышении эффективности сельскохозяйственных кооперативных формирований : теория и практика / Р. Ф. Юсупова, Г. А. Хабиров ; МСХ РФ, МСХ РБ, Башкирский ГАУ. - Уфа : БашГАУ, 2010. - 223 с.
- Инвестиционная деятельность в аграрном секторе экономики / Г. А. Хабиров, Л. Р. Давлетбаева, Р. Ф. Юсупова ; МСХ РФ, МСХ РБ, Башкирский ГАУ. - Уфа : БашГАУ, 2010. - 115 с.
- Анализ и контроль расчетов с государственными внебюджетными социальными фондами / Г. А. Хабиров, Г. Р. Нигматуллина. - Уфа : Башкирский ГАУ, 2011. - 215 с.
- Управленческий анализ в отраслях АПК : учеб. пособие для студ. очной и заочной формы обучения / И. Н. Гирфанова, Г. А. Хабиров. - Уфа : Башкирский ГАУ, 2012. - 126 с.
- Современный стратегический анализ : учебное пособие / Г. А. Хабиров ; Башкирский ГАУ. - Уфа : Башкирский ГАУ, 2014. - 123 с.
- Анализ финансовой отчетности : учебное пособие / Г. А. Хабиров ; Башкирский государственный аграрный университет. - Уфа : Башкирский ГАУ, 2015. - 163 с.
- Государственная поддержка доходности сельского хозяйства региона : [монография] / Г. А. Хабиров, Р. Р. Хакимов ; МСХ РФ, Башкирский государственный аграрный университет. - Уфа : БГАУ, 2015. - 138 с.
- Методические подходы к оценке экономической эффективности государственной поддержки в сельскохозяйственных организациях : (научно-практические рекомендации на материалах Республики Башкортостан) / Г. А. Хабиров, Р. Р. Хакимов, А. Г. Хабиров ; Министерство сельского хозяйства РФ, Башкирский государственный аграрный университет. - Уфа : Башкирский ГАУ, 2016. - 23 с.
- Развитие садоводства в Республике Башкортостан (тенденции, перспективы и пути повышения экономической эффективности) : [монография] / Г. А. Хабиров, Г. З. Ситдикова ; Министерство сельского хозяйства РФ, Министерство сельского хозяйства РБ, Башкирский государственный аграрный университет. - Уфа : Башкирский ГАУ, 2016. - 146 с.
- Финансово-экономическое обоснование организации производства в садоводстве : (научно-практические рекомендации) / Г. А. Хабиров , Г. З. Ситдикова ; МСХ РФ, МСХ РБ. - Уфа : Башкирский ГАУ, 2016. - 41 с.

## Награды
- 2005 год – присвоено почетное звание «Заслуженный деятель науки Республики Башкортостан»
- 2014 год – присвоено звание «Почетный работник высшего профессионального образования Российской Федерации»